# شهدخوار گلوسرخ
شهدخوار گلوسرخ (نام علمی: Anthreptes rhodolaemus) نام یک گونه از تیره شهدخواران است که در برونئی، اندونزی، مالزی، میانمار، فیلیپین، سنگاپور و تایلند یافت می‌شود.